# گادفری هارولد هاردی
گادفری هارولد هاردی (انگلیسی: Godfrey Harold Hardy؛ ۷ فوریهٔ ۱۸۷۷–۱ دسامبر ۱۹۴۷) ریاضی‌دان انگلیسی که به خاطر کارهایش در نظریهٔ اعداد و آنالیز ریاضی شهرت دارد.

## زندگی
در ۱۲۵۶ خورشیدی برابر ۱۸۷۷ میلادی در کرانلی انگلستان متولد شد و در سال ۱۳۲۶ خورشیدی برابر ۱۹۴۷ میلادی در کمبریج درگذشت.
وی از کالج ترینیتی کمبریج فارغ‌التحصیل و در (۱۲۷۹ خورشیدی/ ۱۹۰۰ میلادی) به عنوان عضو وابسته برگزیده شد. دیوید هیلبرت در بارهٔ او گفته‌است: «هاردی نه تنها بهترین ریاضیدانان ترینیتی، بلکه بهترین ریاضیدان انگلستان است.» هاردی در سال‌های پایانی عمر دست به خودکشی ناموفق زد.

## فعالیت ریاضی
بین سال‌های ۱۹۱۱ تا ۱۹۲۲ مقاله‌های علمی متعدد دربارهٔ همگرایی سلسله‌ها و انتگرالها و موضوع‌های وابسته به آن‌ها منتشر کرد. در ۱۲۸۷/۱۹۰۸ A course of pure Mathematics (دوره‌ای از ریاضیات محض) نخستین نمایش مستدل عدد، تابع، حد و مانند آن به زبان انگلیسی را، برای دانشجویان انتشار داد و آموزش دانشگاهی را متحول کرد.
هاردی از سال ۱۹۱۱ تا سی و پنج سال بعد با جان انزور لیتل‌وود در زمینه علمی مشارکت کرد و با همکاری وی حدود یک‌صد مقاله علمی دربارهٔ موضوعاتی از قبیل دیوفانتوسی، نظریه جمع و ضرب اعداد و تابع زتای ریمان، نابرابرها، رشته‌ها و انتگرال‌ها به‌طور عموم و سلسله‌های مثلثاتی نوشت. او اثبات کرد تابع زتای ریمان بی‌نهایت صفر دارد. در۱۹۱۳ هاردی با ریاضی‌دانی هندی به نام سرینیوسه رمنوجن(سرینیواسا رامانوجان) آشنا شد و وی را به انگلستان برد. آن‌دو با هم به راه‌حل‌های جالب مسائل مربوط به دسته‌بندی اعداد رسیدند. «هاردی به‌طور عام به‌عنوان دانشمند ممتاز انگلیسی زمان خود در ریاضیات محض شناخته شده‌است.

## عقاید سیاسی
هرچند هاردی ریاضی‌دانی ناب بود و کمتر در موضوعی غیر از ریاضیات علاقه نشان می‌داد و تنها شاید بازی کریکت و اظهار نظرهای حرفه‌ای او در بارهٔ این بازی را بتوان مستثنا کرد اما او در زمینهٔ عقاید سیاسی صلح‌طلبی رادیکالی بود و در زمان جنگ جهانی دوم علیه جنگ موضع گرفت و دانش‌مندان را مقصر می‌دانست او در اثری که در زمان جنگ جهانی دوم منتشر کرد می‌نویسد: «در مورد جنگ علمی جدید دو نظر دقیقاً متضاد وجود دارد. اولین نظر و واضحترین نظر این است که اثر علم بر جنگ افزایش مصایب آن است، زیرا هم رنجها و آلام اقلیتی را که باید بجنگد بیشتر می‌کند و هم اینکه جنگ را به سایر قشرها جامعه گسترش می‌دهد. این نظر، طبیعی‌ترین نظر و دیدگاه متعارف است.»
اشتهار او به رادیکال بودن چنان بود که در هنگام تدریس در نیوکالج شایعه شده بود در آپارتمان محل زندگی‌اش عکس بزرگی از لنین را نصب کرده‌است.
چالرز پرسی‌اسنو فیریک‌دانی که دوست صمیمی هاردی بود در دیباچهٔ کتاب «دفاعیهٔ یک ریاضی‌دان» می‌نویسد: «او به آسانی با افراد فقیر، کمرو، و کسانی که به خاطر نژادشان مورد تبعیض بودند (بدون اینکه سرپرستی آنها را به عهده بگیرد) دمخور می‌شد. (کشف رامانوجان، بازی نمادین سرنوشت او بود) هاردی این قبیل افراد را به شکم‌گنده‌ها ترجیح می‌داد. منظورش از شکم‌گنده‌ها، افراد معروف و مغرور، بورژوا، و طرفدار امپریالیسم بود. این عنوان شامل بیشتر اسقف‌ها، رؤسا و مدیران، قاضیان، و همهٔ سیاست‌مداران، به استثنای لوید جورج، می‌شد.»